# Sépiovití
Sépiovití (Sepiidae) je čeleď z řádu sépií spadající do třídy hlavonožců.

## Klasifikace
- Řád Sépie (Sepiida)
  - Čeleď Sepiadariidae
  - Čeleď Sepiidae
    - Rod Metasepia
      - Metasepia pfefferi
      - Metasepia tullbergi

    - Rod Sepia
      - Podrod (nerozlišený)
        -  ? Sepia bartletti
        -  ? Sepia baxteri *
        -  ? Sepia dannevigi *
        -  ? Sepia elliptica
        - Sepia filibrachia
        - Sepia mira
        - Sepia plana
        - Sepia senta
        - Sepia subplana
        -  ? Sepia whitleyana

      - Podrod Acanthosepion
        - Sepia aculeata
        - Sepia brevimana
        - Sepia esculenta
        - Sepia lycidas
        - Sepia prashadi
        - Sepia recurvirostra
        - Sepia savignyi
        - Sepia smithi
        - Sepia stellifera
        - Sepia thurstoni
        - Sepia zanzibarica

      - Podrod Anomalosepia
        - Sepia australis
        - Sepia omani
        - Sepia sulcata

      - Podrod Doratosepion
        - Sepia adami
        - Sepia andreana
        - Sepia appellofi
        - Sepia arabica
        - Sepia aureomaculata
        - Sepia bathyalis
        - Sepia bidhaia
        - Sepia braggi
        - Sepia burnupi
        - Sepia carinata
        - Sepia confusa
        - Sepia cottoni
        - Sepia elongata
        - Sepia erostrata
        - Sepia foliopeza
        - Sepia incerta
        - Sepia ivanovi
        - Sepia joubini
        - Sepia kiensis *
        - Sepia kobiensis
        - Sepia koilados
        - Sepia limata
        - Sepia longipes
        - Sepia lorigera
        - Sepia mascarensis
        - Sepia mirabilis
        - Sepia murrayi
        - Sepia pardex
        - Sepia peterseni
        - Sepia rhoda
        - Sepia saya
        - Sepia sewelli
        - Sepia sokotriensis
        - Sepia subtenuipes
        - Sepia tala
        - Sepia tanybracheia
        - Sepia tenuipes
        - Sepia tokioensis
        - Sepia trygonina
        - Sepia vercoi
        - Sepia vietnamica

      - Podrod Hemisepius
        - Sepia dubia
        - Sepia faurei
        - Sepia pulchra
        - Sepia robsoni
        - Sepia typica

      - Podrod Rhombosepion
        - Sepia acuminata
        - Sepia cultrata
        - Sepia elegans
        - Sepia hedleyi
        - Sepia hieronis
        - Sepia madokai
        -  ? Sepia opipara
        - Sepia orbignyana
        - Sepia reesi
        - Sepia rex
        - Sepia vossi

      - Podrod Sepia
        - Sepia angulata *
        - Sépie vějířovitá Sepia apama
        - Sepia bandensis
        - Sepia bertheloti
        - Sepia chirotrema
        - Sepia dollfusi
        - Sepia elobyana
        - Sepia gibba
        - Sepia hierredda
        - Sepia insignis
        - Sepia irvingi
        - Sepia latimanus
        - Sepia mestus
        - Sepia novaehollandiae
        - Sépie obecná Sepia officinalis
        - Sepia papillata
        - Sepia papuensis
        - Sepia pharaonis
        - Sepia plangon
        - Sepia plathyconchalis
        - Sepia ramani
        - Sepia rozella
        - Sepia simoniana
        - Sepia tuberculata
        - Sepia vermiculata

    - Podrod Sepiella
      - Sepiella cyanea
      - Sepiella inermis
      - Sepiella japonica
      - Sepiella mangkangunga
      - Sepiella ocellata
      - Sepiella ornata
      - Sepiella weberi